# قلعه قیز یلی پاشالی
قلعه قیز یلی پاشالی مربوط به دوران پیش از تاریخ ایران باستان تا دوران‌های تاریخی پس از اسلام است و در شهرستان مشگین‌شهر، بخش مرکزی، روستای پاشالو واقع شده و این اثر در تاریخ ۱۷ اسفند ۱۳۸۱ با شمارهٔ ثبت ۷۸۶۴ به‌عنوان یکی از آثار ملی ایران به ثبت رسیده است.